# Monument allemand de Chaulnes
Le monument allemand de Chaulnes est un monument commémoratif de la Première Guerre mondiale situé sur le territoire de la commune de Chaulnes, dans le département de la Somme.

## Historique
A l'origine, le monument allemand de Chaulnes a été érigé dans un cimetière militaire allemand, aujourd'hui disparu. De septembre 1914 à mars 1917, les Allemands ont occupé Chaulnes et ses environs. C'est lors de la reconstruction du village après le conflit, qu'ont été retrouvés le cimetière et le monument. Les tombes furent alors transférées dans un des cimetières militaires allemands des environs et le monument laissé à l'abandon.
En 1992, le monument a été déplacé et restauré par de jeunes Allemands volontaires venus aider la direction du Service d’entretien des sépultures militaires allemandes (le Sesma). Il se trouve désormais en bordure de la rue de la Sablonnière et de la rue (sentier) du Fond-d’Arc, en limite est de l'agglomération.

## Caractéristiques
Le monument allemand de Chaulnes a été construit en pierre calcaire, il a la forme d'un petit obélisque tronqué dont le socle est décoré d'un lion couronné à deux queues et de couronnes sculptés, d'inscriptions en allemand. Il est dédié aux morts du 117e régiment d'infanterie de Hesse et du 16e régiment d'infanterie bavarois.
Dans la maçonnerie du monument, a été retrouvée une bouteille à l'intérieur de laquelle se trouvait une liste de noms de soldats, désormais conservée à l'Historial de la Grande Guerre, situé dans la ville voisine de Péronne.
Avec celui de Flaucourt, c'est l'un des rares monuments allemands de la Première Guerre mondiale, encore en état de conservation.

## Photos

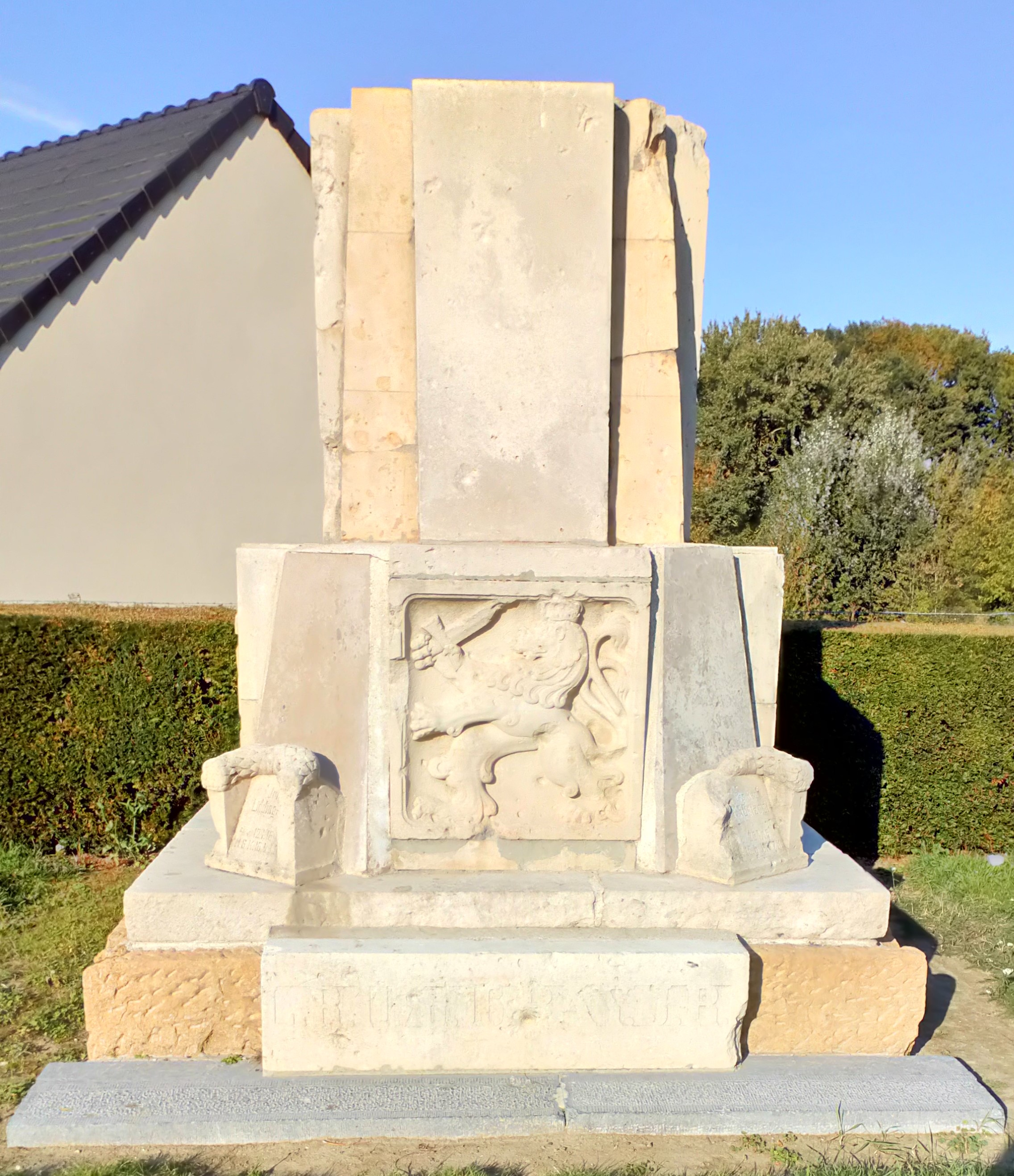
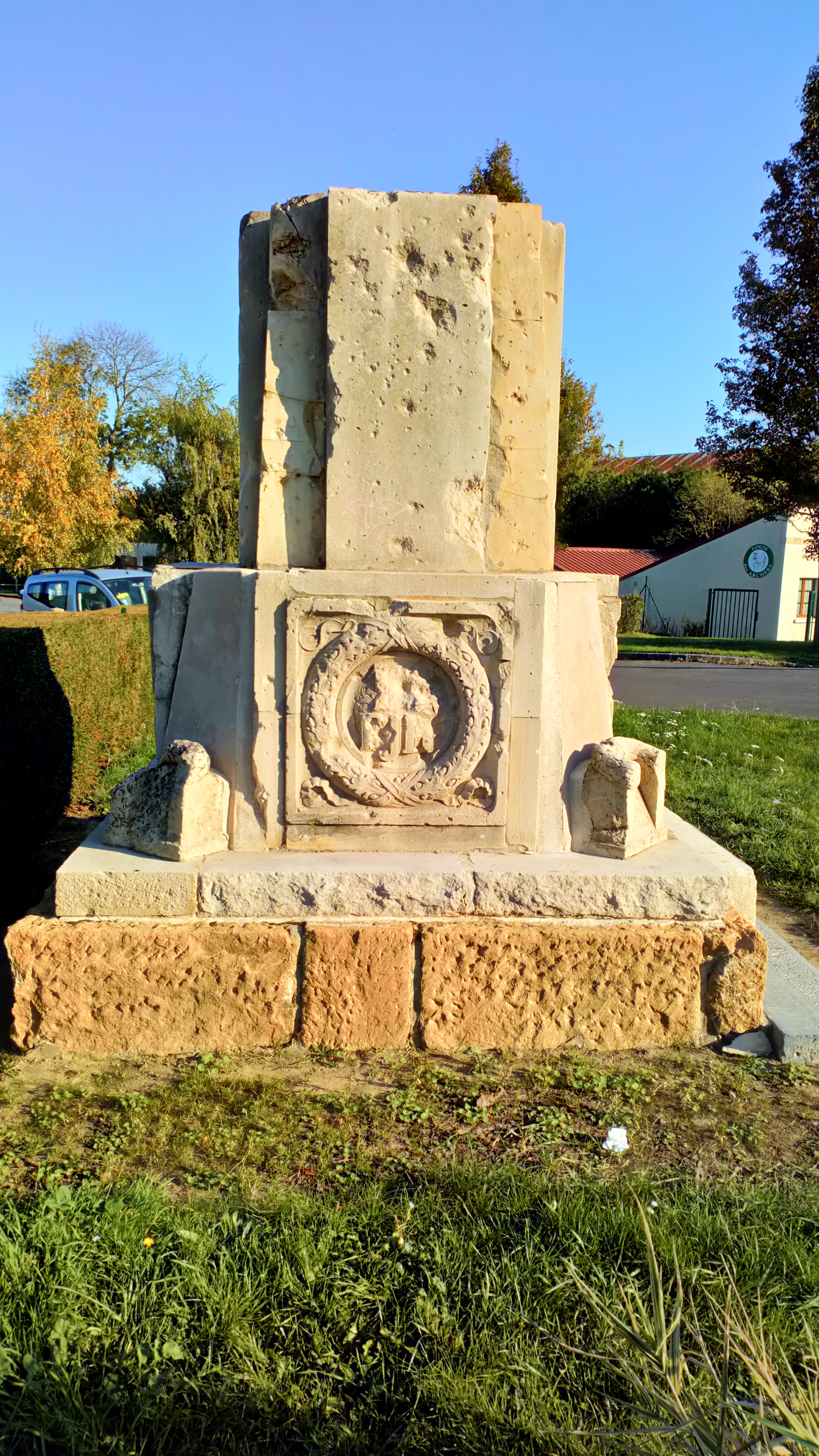
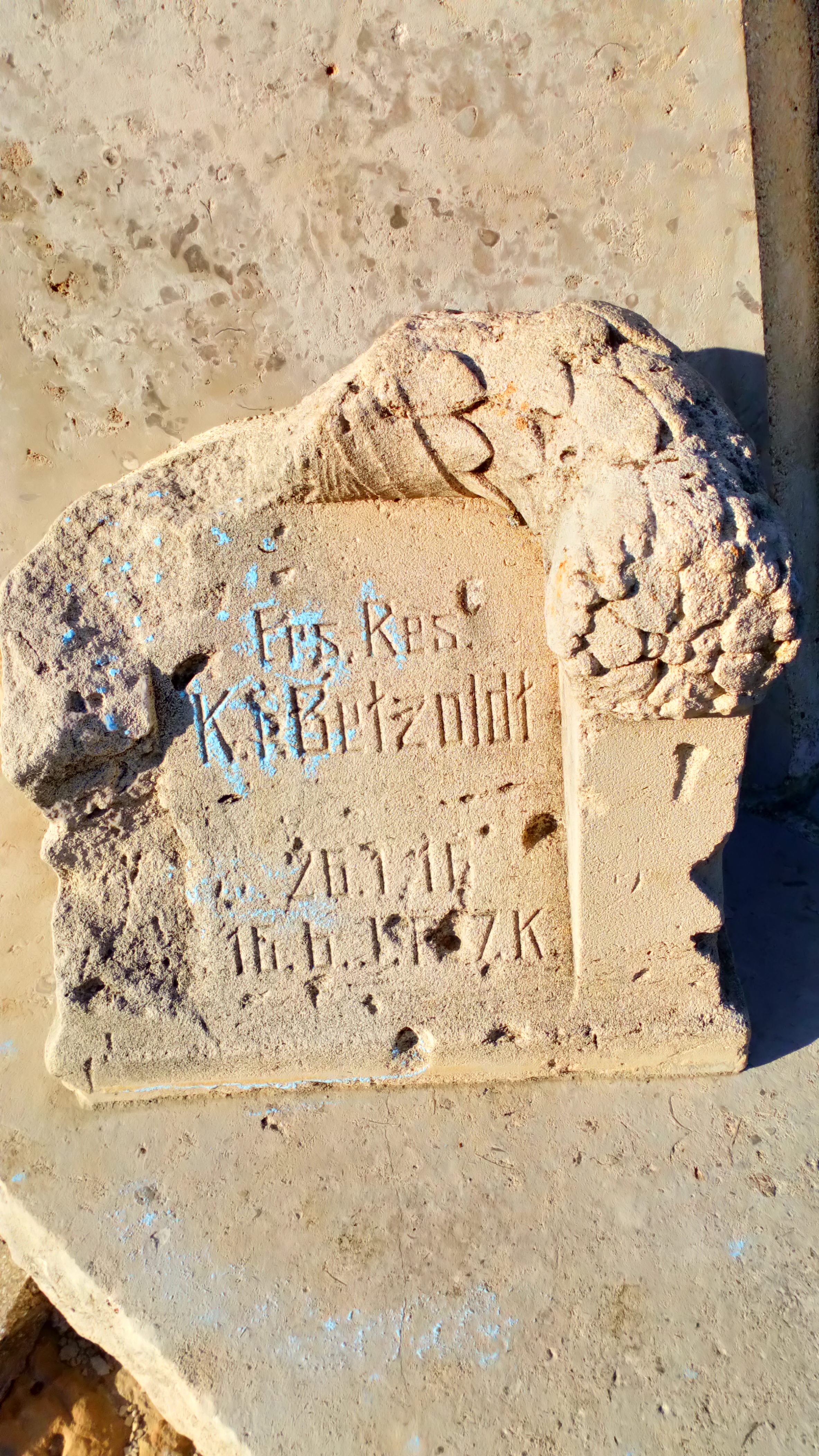